# Coppa del Mondo di sci di fondo 2025
La Coppa del Mondo di sci di fondo 2025 è stata la quarantatreesima edizione della manifestazione organizzata dalla Federazione internazionale sci e snowboard; è iniziata il 29 novembre 2024 a Kuusamo, in Finlandia, e si è conclusa il 23 marzo 2025 a Lahti, ancora in Finlandia. Durante la stagione si sono tenuti a Trondheim i Campionati mondiali di sci nordico 2025, non validi ai fini della Coppa del Mondo il cui calendario ha contemplato dunque un'interruzione tra febbraio e marzo.
Sia in campo maschile sia in campo femminile sono state disputate tutte la gare in programma a inizio stagione, in 11 tappe: 24 individuali (14 di distanza, 9 sprint, 1 competizione intermedia a tappe), 3 sprint a squadre e una staffetta mista. In seguito all'invasione russa dell'Ucraina del 2022, gli atleti russi e bielorussi sono stati esclusi dalle competizioni.
Tra gli uomini il norvegese Johannes Høsflot Klæbo si è aggiudicato sia la Coppa del Mondo generale sia quella di sprint, mentre il suo connazionale Simen Hegstad Krüger ha vinto quella di distanza; il norvegese Harald Østberg Amundsen era il detentore uscente della Coppa generale.
Tra le donne la statunitense Jessica Diggins si è aggiudicata sia la Coppa del Mondo generale (della quale era detentrice uscente) sia quella di distanza, mentre la finlandese Jasmi Joensuu ha vinto la Coppa del Mondo di sprint.

## Uomini

### Risultati
| Data                            | Località               | Nazione   | Specialità  | Primo                                          | Secondo                               | Terzo                                     |
| ------------------------------- | ---------------------- | --------- | ----------- | ---------------------------------------------- | ------------------------------------- | ----------------------------------------- |
| 29 novembre 2024                | Kuusamo                | Finlandia | 10 km TC    | Iivo Niskanen                                  | Harald Østberg Amundsen               | Martin Løwstrøm Nyenget                   |
| 30 novembre 2024                | Kuusamo                | Finlandia | SP TC       | Johannes Høsflot Klæbo                         | Erik Valnes                           | Lauri Vuorinen                            |
| 1º dicembre 2024                | Kuusamo                | Finlandia | 20 km TL MS | Harald Østberg Amundsen                        | Jan Thomas Jenssen                    | Martin Løwstrøm Nyenget                   |
| 6 dicembre 2024                 | Lillehammer            | Norvegia  | 10 km TL    | Martin Løwstrøm Nyenget                        | Simen Hegstad Krüger                  | Harald Østberg Amundsen                   |
| 7 dicembre 2024                 | Lillehammer            | Norvegia  | SP TL       | Johannes Høsflot Klæbo                         | Even Northug                          | Federico Pellegrino                       |
| 8 dicembre 2024                 | Lillehammer            | Norvegia  | 20 km ST    | Harald Østberg Amundsen                        | Jan Thomas Jenssen                    | Martin Løwstrøm Nyenget                   |
| 13 dicembre 2024                | Davos                  | Svizzera  | TS TL       | Norvegia I Pål Golberg Johannes Høsflot Klæbo  | Svizzera I Janik Riebli Valerio Grond | Svezia I Johan Häggström Edvin Anger      |
| 14 dicembre 2024                | Davos                  | Svizzera  | SP TL       | Johannes Høsflot Klæbo                         | Lucas Chanavat                        | Erik Valnes                               |
| 15 dicembre 2024                | Davos                  | Svizzera  | 20 km TC    | Martin Løwstrøm Nyenget                        | Iivo Niskanen                         | Hugo Lapalus                              |
| 28 dicembre 2024 5 gennaio 2025 | Dobbiaco Val di Fiemme | Italia    | Tour de Ski | Johannes Høsflot Klæbo                         | Mika Vermeulen                        | Hugo Lapalus                              |
| 17 gennaio 2025                 | Les Rousses            | Francia   | 10 km TL    | Iver Tildheim Andersen                         | Pål Golberg                           | Ben Ogden                                 |
| 18 gennaio 2025                 | Les Rousses            | Francia   | SP TC       | Edvin Anger                                    | Ansgar Evensen                        | Erik Valnes                               |
| 19 gennaio 2025                 | Les Rousses            | Francia   | 20 km TC MS | William Poromaa                                | Iivo Niskanen                         | Simen Hegstad Krüger                      |
| 25 gennaio 2025                 | Engadina               | Svizzera  | SP TL       | Johannes Høsflot Klæbo                         | Edvin Anger                           | Lucas Chanavat                            |
| 26 gennaio 2025                 | Engadina               | Svizzera  | 20 km TL MS | Johannes Høsflot Klæbo                         | Iver Tildheim Andersen                | Didrik Tønseth                            |
| 31 gennaio 2025                 | Cogne                  | Italia    | TS TC       | Norvegia I Even Northug Erik Valnes            | Francia I Jules Chappaz Richard Jouve | Svezia I Calle Halfvarsson Oskar Svensson |
| 1º febbraio 2025                | Cogne                  | Italia    | SP TC       | Erik Valnes                                    | Ansgar Evensen                        | Even Northug                              |
| 2 febbraio 2025                 | Cogne                  | Italia    | 10 km TL    | Harald Østberg Amundsen                        | Iver Tildheim Andersen                | Martin Løwstrøm Nyenget                   |
| 14 febbraio 2025                | Falun                  | Svezia    | SP TC       | Johannes Høsflot Klæbo                         | Erik Valnes                           | Oskar Opstad Vike                         |
| 15 febbraio 2025                | Falun                  | Svezia    | 10 km TC    | Iivo Niskanen                                  | Johannes Høsflot Klæbo                | Erik Valnes                               |
| 16 febbraio 2025                | Falun                  | Svezia    | 20 km TL MS | Pål Golberg                                    | Gus Schumacher                        | Harald Østberg Amundsen                   |
| 15 marzo 2025                   | Oslo                   | Norvegia  | 20 km TC    | Martin Løwstrøm Nyenget                        | William Poromaa                       | Simen Hegstad Krüger                      |
| 16 marzo 2025                   | Oslo                   | Norvegia  | 10 km TL    | Harald Østberg Amundsen                        | Einar Hedegart                        | Johannes Høsflot Klæbo                    |
| 19 marzo 2025                   | Tallinn                | Estonia   | SP TL       | Johannes Høsflot Klæbo                         | Harald Østberg Amundsen Jules Chappaz |                                           |
| 21 marzo 2025                   | Lahti                  | Finlandia | SP TL       | Johannes Høsflot Klæbo                         | Jules Chappaz                         | Federico Pellegrino                       |
| 22 marzo 2025                   | Lahti                  | Finlandia | TS TL       | Norvegia I Even Northug Johannes Høsflot Klæbo | Svizzera I Janik Riebli Valerio Grond | Francia I Richard Jouve Jules Chappaz     |
| 23 marzo 2025                   | Lahti                  | Finlandia | 50 km TC MS | Johannes Høsflot Klæbo                         | Martin Løwstrøm Nyenget               | Simen Hegstad Krüger                      |

Legenda:

TC = tecnica classica

TL = tecnica libera

SP = sprint

ST = skiathlon

TS = sprint a squadre

MS = partenza in linea 

#### Competizioni intermedie
| Tour de Ski 2024-2025 |                   |                   |                   |                         |                      |                        |
| Data                  | Località          | Nazione           | Specialità        | Primo                   | Secondo              | Terzo                  |
| 28 dicembre 2024      | Dobbiaco          | Italia            | SP TL             | Johannes Høsflot Klæbo  | Lucas Chanavat       | Janik Riebli           |
| 29 dicembre 2024      | Dobbiaco          | Italia            | 15 km TC MS       | Johannes Høsflot Klæbo  | Erik Valnes          | Håvard Moseby          |
| 31 dicembre 2024      | Dobbiaco          | Italia            | 20 km TL          | Harald Østberg Amundsen | Simen Hegstad Krüger | Andrew Musgrave        |
| 1º gennaio 2025       | Dobbiaco          | Italia            | 15 km TC PU       | Harald Østberg Amundsen | Edvin Anger          | Johannes Høsflot Klæbo |
| 3 gennaio 2025        | Val di Fiemme     | Italia            | SP TC             | Johannes Høsflot Klæbo  | Even Northug         | Marcus Grate           |
| 4 gennaio 2025        | Val di Fiemme     | Italia            | 20 km ST          | Johannes Høsflot Klæbo  | Federico Pellegrino  | Jan Thomas Jenssen     |
| 5 gennaio 2025        | Val di Fiemme     | Italia            | 10 km TL MS       | Simen Hegstad Krüger    | Mika Vermeulen       | Friedrich Moch         |
| Classifica finale     | Classifica finale | Classifica finale | Classifica finale | Johannes Høsflot Klæbo  | Mika Vermeulen       | Hugo Lapalus           |

Legenda:

TC = tecnica classica

TL = tecnica libera

SP = sprint

PU = inseguimento

ST = skiathlon

MS = partenza in linea

### Classifiche

#### Generale
| Pos. | Nome                    | Nazione     | Punti |
| ---- | ----------------------- | ----------- | ----- |
| 1    | Johannes Høsflot Klæbo  | Norvegia    | 2200  |
| 2    | Edvin Anger             | Svezia      | 1731  |
| 3    | Erik Valnes             | Norvegia    | 1530  |
| 4    | Federico Pellegrino     | Italia      | 1510  |
| 5    | Harald Østberg Amundsen | Norvegia    | 1439  |
| 6    | Simen Hegstad Krüger    | Norvegia    | 1431  |
| 7    | Hugo Lapalus            | Francia     | 1388  |
| 8    | Andreas Fjorden Ree     | Norvegia    | 1235  |
| 9    | Martin Løwstrøm Nyenget | Norvegia    | 1154  |
| 10   | Ben Ogden               | Stati Uniti | 1087  |

#### Distanza
| Pos. | Nome                    | Nazione  | Punti |
| ---- | ----------------------- | -------- | ----- |
| 1    | Simen Hegstad Krüger    | Norvegia | 1317  |
| 2    | Martin Løwstrøm Nyenget | Norvegia | 1154  |
| 3    | Hugo Lapalus            | Francia  | 1118  |
| 4    | Harald Østberg Amundsen | Norvegia | 1079  |
| 5    | Andreas Fjorden Ree     | Norvegia | 1055  |

#### Sprint
| Pos. | Nome                   | Nazione  | Punti |
| ---- | ---------------------- | -------- | ----- |
| 1    | Johannes Høsflot Klæbo | Norvegia | 927   |
| 2    | Erik Valnes            | Norvegia | 828   |
| 3    | Edvin Anger            | Svezia   | 784   |
| 4    | Lucas Chanavat         | Francia  | 731   |
| 5    | Even Northug           | Norvegia | 699   |

## Donne

### Risultati
| Data                            | Località               | Nazione   | Specialità  | Prima                                     | Seconda                                             | Terza                                   |
| ------------------------------- | ---------------------- | --------- | ----------- | ----------------------------------------- | --------------------------------------------------- | --------------------------------------- |
| 29 novembre 2024                | Kuusamo                | Finlandia | 10 km TC    | Frida Karlsson                            | Therese Johaug                                      | Astrid Øyre Slind                       |
| 30 novembre 2024                | Kuusamo                | Finlandia | SP TC       | Johanna Hagström                          | Julie Myhre                                         | Maja Dahlqvist                          |
| 1º dicembre 2024                | Kuusamo                | Finlandia | 20 km TL MS | Jessica Diggins                           | Jonna Sundling                                      | Heidi Weng                              |
| 6 dicembre 2024                 | Lillehammer            | Norvegia  | 10 km TL    | Therese Johaug                            | Heidi Weng                                          | Astrid Øyre Slind                       |
| 7 dicembre 2024                 | Lillehammer            | Norvegia  | SP TL       | Jonna Sundling                            | Johanna Hagström                                    | Julie Myhre                             |
| 8 dicembre 2024                 | Lillehammer            | Norvegia  | 20 km ST    | Therese Johaug                            | Heidi Weng                                          | Jessica Diggins                         |
| 13 dicembre 2024                | Davos                  | Svizzera  | TS TL       | Svezia I Emma Ribom Jonna Sundling        | Norvegia Astrid Øyre Slind Kristin Austgulen Fosnæs | Svizzera I Anja Weber Nadine Fähndrich  |
| 14 dicembre 2024                | Davos                  | Svizzera  | SP TL       | Jonna Sundling                            | Mathilde Myhrvold                                   | Julie Myhre                             |
| 15 dicembre 2024                | Davos                  | Svizzera  | 20 km TC    | Astrid Øyre Slind                         | Kerttu Niskanen                                     | Therese Johaug                          |
| 28 dicembre 2024 5 gennaio 2025 | Dobbiaco Val di Fiemme | Italia    | Tour de Ski | Therese Johaug                            | Astrid Øyre Slind                                   | Jessica Diggins                         |
| 17 gennaio 2025                 | Les Rousses            | Francia   | 10 km TL    | Jessica Diggins                           | Victoria Carl                                       | Astrid Øyre Slind                       |
| 18 gennaio 2025                 | Les Rousses            | Francia   | SP TC       | Kristine Stavås Skistad                   | Maja Dahlqvist                                      | Jonna Sundling                          |
| 19 gennaio 2025                 | Les Rousses            | Francia   | 20 km TC MS | Frida Karlsson                            | Ebba Andersson                                      | Teresa Stadlober                        |
| 25 gennaio 2025                 | Engadina               | Svizzera  | SP TL       | Jonna Sundling                            | Kristine Stavås Skistad                             | Maja Dahlqvist                          |
| 26 gennaio 2025                 | Engadina               | Svizzera  | 20 km TL MS | Astrid Øyre Slind                         | Nora Sanness                                        | Jonna Sundling                          |
| 31 gennaio 2025                 | Cogne                  | Italia    | TS TC       | Finlandia I Kerttu Niskanen Jasmi Joensuu | Svezia I Johanna Hagström Maja Dahlqvist            | Germania I Laura Gimmler Coletta Rydzek |
| 1º febbraio 2025                | Cogne                  | Italia    | SP TC       | Maja Dahlqvist                            | Nadine Fähndrich                                    | Laura Gimmler                           |
| 2 febbraio 2025                 | Cogne                  | Italia    | 10 km TL    | Jessica Diggins                           | Astrid Øyre Slind                                   | Kerttu Niskanen                         |
| 14 febbraio 2025                | Falun                  | Svezia    | SP TC       | Linn Svahn                                | Nadine Fähndrich                                    | Kristine Stavås Skistad                 |
| 15 febbraio 2025                | Falun                  | Svezia    | 10 km TC    | Ebba Andersson                            | Heidi Weng                                          | Victoria Carl                           |
| 16 febbraio 2025                | Falun                  | Svezia    | 20 km TL MS | Jessica Diggins                           | Heidi Weng                                          | Ebba Andersson                          |
| 15 marzo 2025                   | Oslo                   | Norvegia  | 20 km TC    | Therese Johaug                            | Astrid Øyre Slind                                   | Victoria Carl                           |
| 16 marzo 2025                   | Oslo                   | Norvegia  | 10 km TL    | Moa Olsson                                | Heidi Weng                                          | Victoria Carl                           |
| 19 marzo 2025                   | Tallinn                | Estonia   | SP TL       | Nadine Fähndrich                          | Maja Dahlqvist                                      | Julia Kern                              |
| 21 marzo 2025                   | Lahti                  | Finlandia | SP TL       | Coletta Rydzek                            | Kristine Stavås Skistad                             | Nadine Fähndrich                        |
| 22 marzo 2025                   | Lahti                  | Finlandia | TS TL       | Germania I Laura Gimmler Coletta Rydzek   | Svezia I Johanna Hagström Maja Dahlqvist            | Svizzera I Anja Weber Nadine Fähndrich  |
| 23 marzo 2025                   | Lahti                  | Finlandia | 50 km TC MS | Therese Johaug                            | Astrid Øyre Slind                                   | Ebba Andersson                          |

Legenda:

TC = tecnica classica

TL = tecnica libera

SP = sprint

ST = skiathlon

TS = sprint a squadre

MS = partenza in linea 

#### Competizioni intermedie
| Tour de Ski 2024-2025 |                   |                   |                   |                   |                   |                   |
| Data                  | Località          | Nazione           | Specialità        | Prima             | Seconda           | Terza             |
| 28 dicembre 2024      | Dobbiaco          | Italia            | SP TL             | Jessica Diggins   | Jasmi Joensuu     | Nadine Fähndrich  |
| 29 dicembre 2024      | Dobbiaco          | Italia            | 15 km TC MS       | Jessica Diggins   | Kerttu Niskanen   | Astrid Øyre Slind |
| 31 dicembre 2024      | Dobbiaco          | Italia            | 20 km TL          | Astrid Øyre Slind | Therese Johaug    | Kerttu Niskanen   |
| 1º gennaio 2025       | Dobbiaco          | Italia            | 15 km TC PU       | Astrid Øyre Slind | Therese Johaug    | Kerttu Niskanen   |
| 3 gennaio 2025        | Val di Fiemme     | Italia            | SP TC             | Nadine Fähndrich  | Linn Svahn        | Heidi Weng        |
| 4 gennaio 2025        | Val di Fiemme     | Italia            | 20 km ST          | Therese Johaug    | Teresa Stadlober  | Astrid Øyre Slind |
| 5 gennaio 2025        | Val di Fiemme     | Italia            | 10 km TL MS       | Therese Johaug    | Astrid Øyre Slind | Heidi Weng        |
| Classifica finale     | Classifica finale | Classifica finale | Classifica finale | Therese Johaug    | Astrid Øyre Slind | Jessica Diggins   |

Legenda:

TC = tecnica classica

TL = tecnica libera

SP = sprint

PU = inseguimento

ST = skiathlon

MS = partenza in linea

### Classifiche

#### Generale
| Pos. | Nome              | Nazione     | Punti |
| ---- | ----------------- | ----------- | ----- |
| 1    | Jessica Diggins   | Stati Uniti | 2197  |
| 2    | Victoria Carl     | Germania    | 1827  |
| 3    | Kerttu Niskanen   | Finlandia   | 1692  |
| 4    | Astrid Øyre Slind | Norvegia    | 1682  |
| 5    | Therese Johaug    | Norvegia    | 1435  |
| 6    | Kateřina Janatová | Rep. Ceca   | 1347  |
| 7    | Ebba Andersson    | Svezia      | 1323  |
| 8    | Heidi Weng        | Norvegia    | 1240  |
| 9    | Jasmi Joensuu     | Finlandia   | 1204  |
| 10   | Teresa Stadlober  | Austria     | 1194  |

#### Distanza
| Pos. | Nome              | Nazione     | Punti |
| ---- | ----------------- | ----------- | ----- |
| 1    | Jessica Diggins   | Stati Uniti | 1384  |
| 2    | Astrid Øyre Slind | Norvegia    | 1382  |
| 3    | Victoria Carl     | Germania    | 1211  |
| 4    | Kerttu Niskanen   | Finlandia   | 1205  |
| 5    | Therese Johaug    | Norvegia    | 1121  |

#### Sprint
| Pos. | Nome             | Nazione   | Punti |
| ---- | ---------------- | --------- | ----- |
| 1    | Jasmi Joensuu    | Finlandia | 848   |
| 2    | Nadine Fähndrich | Svizzera  | 732   |
| 3    | Maja Dahlqvist   | Svezia    | 682   |
| 4    | Coletta Rydzek   | Germania  | 608   |
| 5    | Laura Gimmler    | Germania  | 593   |

## Misto

### Risultati
| Data            | Località | Nazione  | Specialità | Prima                                                  | Seconda                                                                             | Terza                                                             |
| --------------- | -------- | -------- | ---------- | ------------------------------------------------------ | ----------------------------------------------------------------------------------- | ----------------------------------------------------------------- |
| 24 gennaio 2025 | Engadina | Svizzera | 4x7,5 km   | Svezia I Jens Burman Emma Ribom Edvin Anger Moa Olsson | Norvegia I Pål Golberg Nora Sanness Iver Tildheim Andersen Kristin Austgulen Fosnæs | Svizzera I Jonas Baumann Anja Weber Jason Rüesch Nadine Fähndrich |